# Fânațe (gmina Iclănzel)
Fânațe – wieś w Rumunii, w okręgu Marusza, w gminie Iclănzel. W 2011 roku pozostawała niezamieszkana.